# Čihadlo
Čihadlo är en kulle i Tjeckien.   Den ligger i regionen Ústí nad Labem, i den nordvästra delen av landet, 100 km nordväst om huvudstaden Prag. Toppen på Čihadlo är 842 meter över havet, eller 73 meter över den omgivande terrängen. Bredden vid basen är 2,4 km.
Terrängen runt Čihadlo är huvudsakligen kuperad, men den allra närmaste omgivningen är platt.Runt Čihadlo är det mycket glesbefolkat, med 5 invånare per kvadratkilometer. Närmaste större samhälle är Chomutov, 17,5 km sydost om Čihadlo. I omgivningarna runt Čihadlo växer i huvudsak blandskog.